# Arthur Ravenel

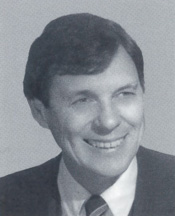
Arthur Ravenel

Arthur Ravenel Jr. (* 29. März 1927 in Charleston, South Carolina; † 16. Januar 2023 ebenda) war ein US-amerikanischer Politiker. Zwischen 1987 und 1995 vertrat er den Bundesstaat South Carolina im US-Repräsentantenhaus.

## Leben
Arthur Ravenel diente nach der Grundschule zwischen 1945 und 1946 im United States Marine Corps. Danach studierte er bis 1950 am College of Charleston. Anschließend arbeitete er unter anderem als Makler und erledigte Vertragsaufträge (General Contractor). Politisch wurde er Mitglied der Republikanischen Partei. Zwischen 1953 und 1958 saß er als Abgeordneter im Repräsentantenhaus von South Carolina; von 1980 bis 1986 war er Mitglied des Staatssenats.
1986 wurde Ravenel im ersten Wahlbezirk von South Carolina in das US-Repräsentantenhaus in Washington, D.C. gewählt, wo er am 3. Januar 1987 die Nachfolge von Thomas F. Hartnett antrat. Nach drei Wiederwahlen konnte er bis zum 3. Januar 1995 vier zusammenhängende Legislaturperioden im Kongress absolvieren. In dieser Zeit wurde dort der 27. Verfassungszusatz verabschiedet. Er galt als sehr konservativ und fiel teilweise durch rassistische Bemerkungen auf. Ravenel ist Mitglied der Sons of Confederate Veterans. Er trat für das Hissen der Flagge der ehemaligen Konföderierten Staaten auf dem South Carolina State House ein. Während einer Demonstration für dieses Anliegen bezeichnete er die sich dagegen einsetzende Bürgerrechtsorganisation National Association for the Advancement of Colored People als „National Association for Retarded People“ („Nationaler Verband für geistig zurückgebliebene Personen“). Später entschuldigte er sich dann bei den geistig behinderten Menschen, sie mit den NAACP-Mitgliedern verglichen zu haben.
Im Jahr 1994 verzichtete Ravenel auf eine erneute Kandidatur. Stattdessen bewarb er sich erfolglos um die Nominierung seiner Partei für die Gouverneurswahlen in South Carolina. Zuletzt lebte er in Mount Pleasant im Ruhestand, wo er im Januar 2023 im Alter von 95 Jahren starb.

## Ehrung

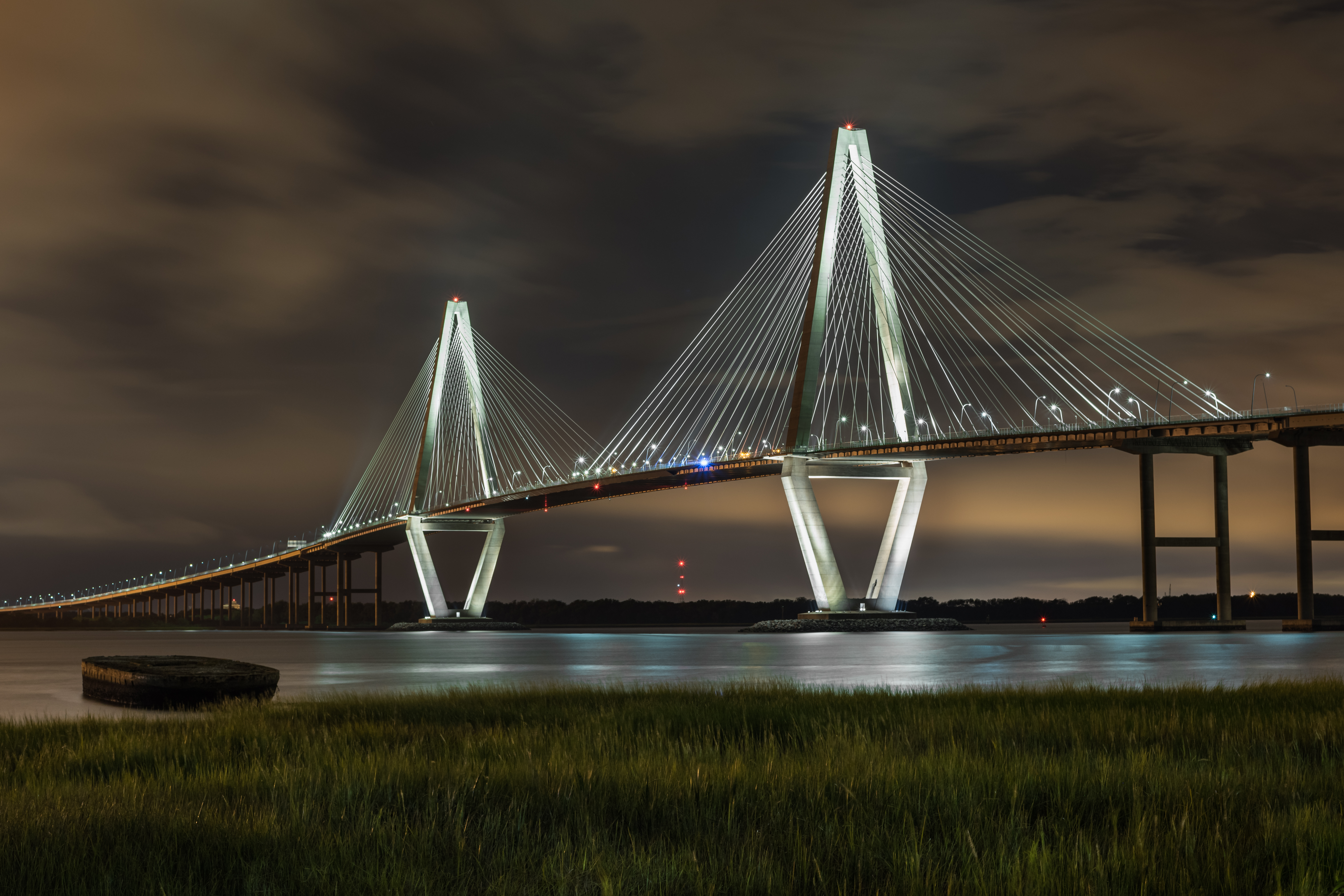
Arthur Ravenel Bridge

Im Juli 2005 wurde jene 4000 Meter lange Schrägseilbrücke, die Charleston mit Mount Pleasant verbindet, in Arthur Ravenel Bridge benannt, zu Ehren des Politikers Arthur Ravenel.